# Sándor Eckschmiedt
Sándor Eckschmiedt (ur. 25 października 1938 w Budapeszcie, zm. 12 sierpnia 2023) – węgierski lekkoatleta, specjalista rzutu młotem, trzykrotny olimpijczyk.

## Kariera sportowa
Zajął 11. miejsce w rzucie młotem na mistrzostwach Europy w 1962 w Belgradzie. Również 11. miejsce zajął w tej konkurencji na igrzyskach olimpijskich w 1964 w Tokio, a na mistrzostwach Europy w 1966 w Budapeszcie zajął 7. miejsce.
Zajął 5. miejsce na igrzyskach olimpijskich w 1968 w Meksyku, 7. miejsce na mistrzostwach Europy w 1969 w Atenach, 6. miejsce na mistrzostwach Europy w 1971 w Helsinkach i również 6. miejsce na igrzyskach olimpijskich w 1972 w Monachium.
Zajął również 4. miejsca na uniwersjadzie w 1961 w Sofii i na uniwersjadzie w 1965 w Budapeszcie.
Był mistrzem Węgier w rzucie młotem w 1972. Jego głównym rywalem w kraju był Gyula Zsivótzky, który zdobywał mistrzostwo Węgier od 1958 do 1970.
Rekord życiowy Eckschmiedta wynosił 71,96 m, ustanowiony 3 czerwca 1972 w Moguncji.